# Roky a dni
Roky a dni je třetí studiové album Miroslava Žbirky, které v roce 1983 vydalo slovenské hudební vydavatelství Opus.

## Seznam skladeb
1. „Roky a dni /I./“
2. „Modré viečka“
3. „S tebou“
4. „Kráčam na pódium“
5. „Denisa“
6. „Motýľ Admirál“
7. „Nechodí“
8. „Chlapčenská tvár“
9. „Ples zabudnutých postáv“
10. „Hlúpy pocit“
11. „Múr našich lások“
12. „Zázračné hodiny“
13. „Strihanie krídel“
14. „Roky a dni /II./“